# Kluczkowice-Osiedle
Kluczkowice-Osiedle is een plaats in het Poolse district  Opolski (Lublin), woiwodschap Lublin. De plaats maakt deel uit van de gemeente Opole Lubelskie en telt 560 inwoners.